# Santa Maria Regina Apostolorum

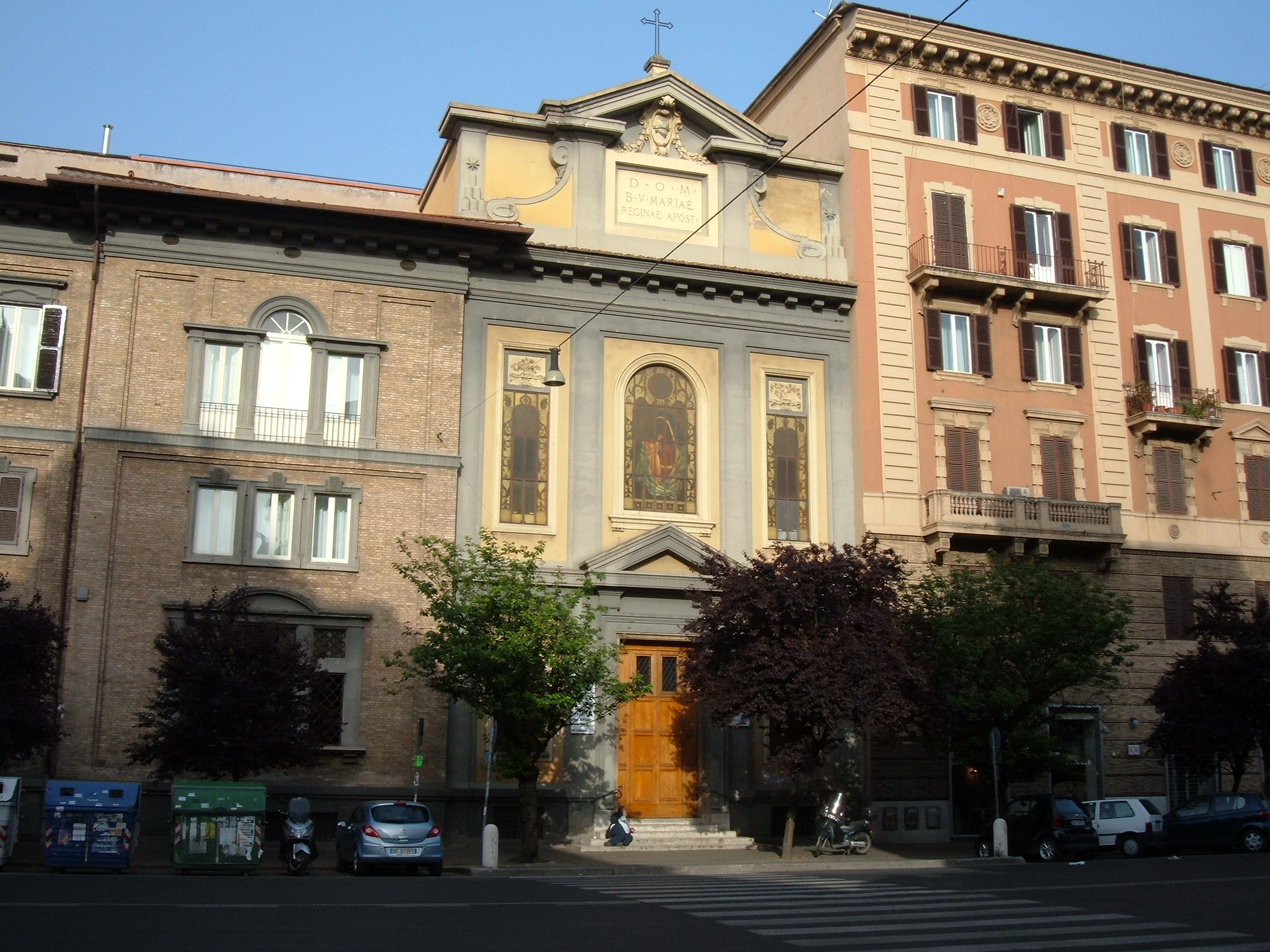
Vista da fachada.

Santa Maria Regina Apostolorum é uma igreja conventual e paroquial de Roma localizada na Via Giuseppe Ferrari, 1, no quartiere Della Vittoria. É dedicada a Nossa Senhora, sob o título de "Rainha dos Apóstolos".

## História
A origem desta igreja está ligada a um projeto da província ítalo-americana dos palotinos, cujo objetivo era fundar um colégio de estudos superiores em Roma, inaugurada em 1924 e completada em 1926, com base num projeto de Carlo Lepri. Na época, a área estava sendo urbanizada como um novo subúrbio e a capela do Collegio Reginae Apostolorum passou a ser utilizada para a realização de missas públicas. Porém, conforme o número de fiéis aumentava, o local se tornou pequeno e foi decidida a construção de uma nova igreja. A decisão foi tomada em 1935, o centenário da fundação da congregação por São Vicente Pallotti.

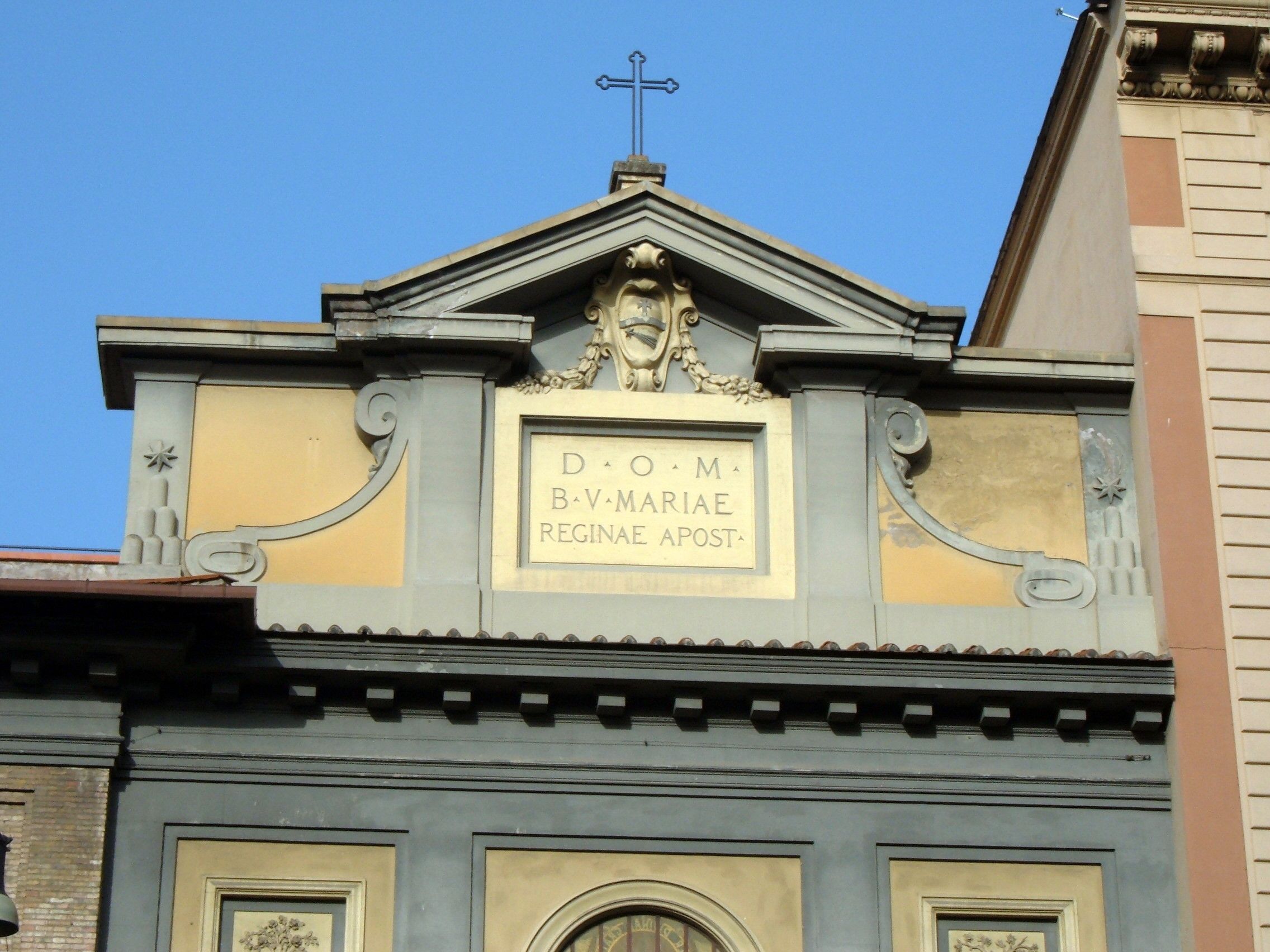
Detalhe da fachada.

A paróquia homônima foi instituída em 18 de abril de 1936 através do decreto "Divinitus collato" do cardeal-vigário Francesco Marchetti Selvaggiani e a nova igreja, projetada por Luigi Francassini Guidi, foi completada no mesmo ano em estilo neobarroco como parte do convento da Sociedade do Apostolado Católico (nome oficial dos palotinos).
Os palotinos continuam encarregados da igreja, mas o colégio fechou na década de 2010. A existência de duas igrejas muito maiores nas imediações — San Gioacchino in Prati e Sacro Cuore di Cristo Re — coloca sob risco o futuro desta paróquia.

## Descrição

### Exterior
A fachada da igreja é geminada aos edifícios de ambos os lados. No interior, a planta é de nave única com cinco baias, um transepto de mesma larguar e uma abside com três lados. Esta tem identidade arquitetura própria, com um telhado com três setores. Já a nave e o transepto são recobertos por ático cercado de ambos os lados pelos edifícios vizinhos.

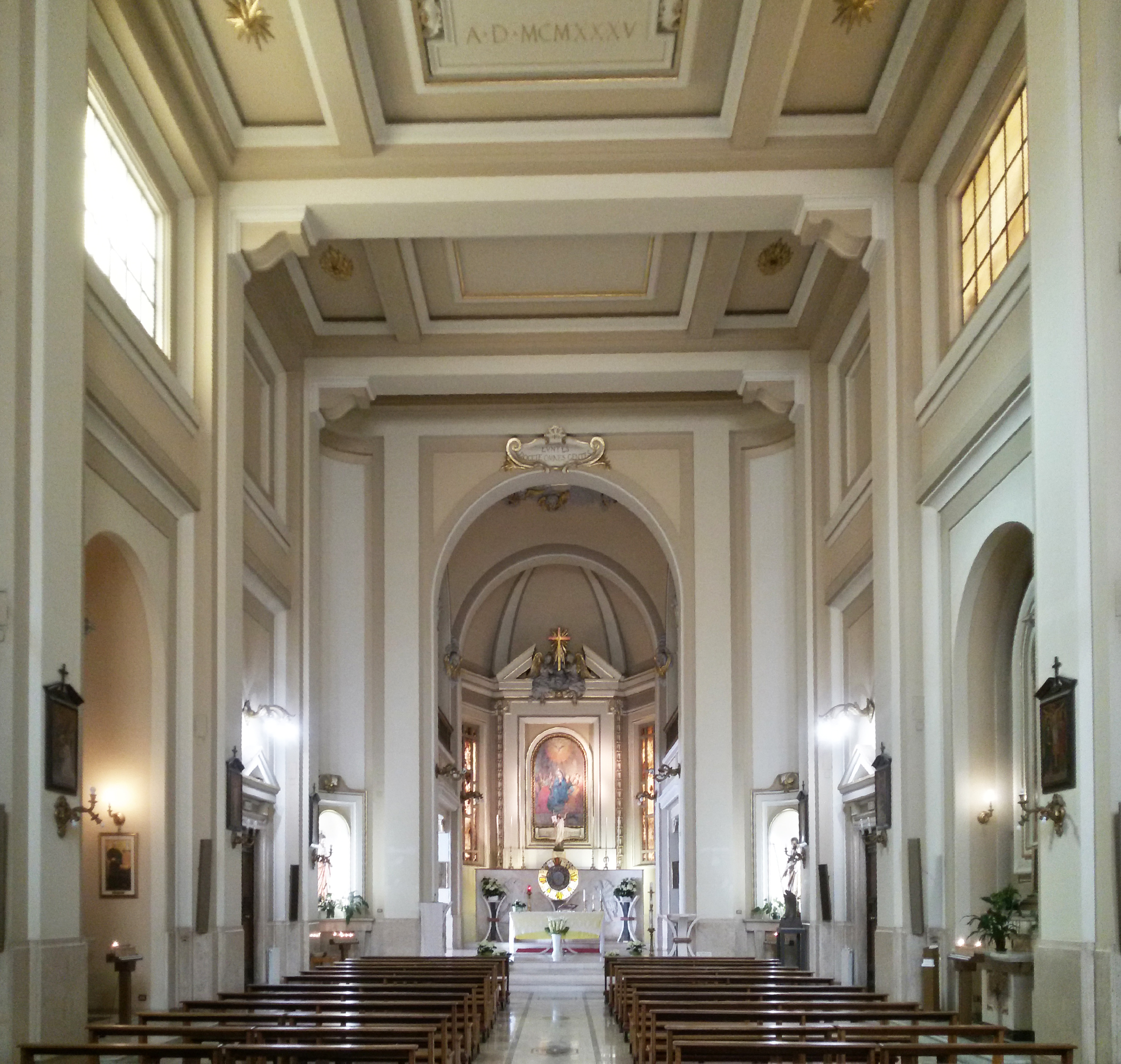
Vista do interior.

A fachada tem três andares e é marcada por pilastras, entablamentos e janelas. Abaixo do frontão está a inscrição dedicatória: "D[eo] O[ptimo] M[aximo], B[eatae] V[irgini] Mariae Reginae Apost[olorum]" e, sobre ela, um brasão em relevo que invade o tímpano. Um par de volutas duplas em um relevo raso flanqueia os dois pilares interiores; os dois exteriores são decorados com símbolos heráldicos da família Chigi, seis montes e uma estrela.

## Interior
O presbitério está localizado no transepto e na abside num nível elevado em relação ao resto da igreja e está separado da nave por um arco triunfal sem decoração nenhuma exceto uma placa na qual se lê "Euntes docete omnes gentes" («Vão e façam discípulos de todas as nações» (Mateus 28:19)). A abside abriga o altar-mor, uma peça-de-altar de topo curvo ("Pentecostes") com a inscrição "Et repleti sunt omnes Spiritu Sancto" («E todos foram cheios do Espírito Santo» (Atos 2:4)). 
As paredes laterais da abside se abrem, cada uma, numa grande janela retangular. A concha acima é decorada apenas pelas nervuras da abóbada.
O altar é pouco usual por causa do sacrário localizado na parte frontal, uma peça redonda com o símbolo do Chi-Rho na frente e rodeado por um anel de vitrais num padrão branco, preto e amarelo.